# 화려한 휴가
《화려한 휴가》는 2007년 김지훈 감독의 영화로, CJ 엔터테인먼트가 제작한 5·18 광주 민주화 운동을 소재로 한 영화이다. 이 영화는 1980년 5월 17일에 전국으로 내려진 비상계엄 전국확대 조치와 이로 인해 투입된 공수부대의 잔혹한 진압으로 죽어간 무고한 광주 시민들을 주인공으로, 5·18을 되돌아보자는 취지로 기획하였다.
이 영화는 《해리포터와 불사조 기사단》, 《트랜스포머》, 《다이하드 4.0》의 흥행 때문에 상대적으로 스크린수 확보가 힘들었지만, 영화 평론가들에게 높은 평가를 받고 홍보가 성공을 거둠으로써 첫날부터 높은 예매율을 기록하였다. '화려한 휴가'는 5·18 광주 민주화 운동 당시 계엄군의 비공식적인 작전명으로 추정된다.

## 줄거리
1980년 5월, 택시운전일을 하며 동생 진우를 뒷바라지 하는 민우. 그가 사는 낙은 유일한 혈육인 동생과 사모하는 간호사 박신애가 전부다. 그러던 어느날, 눈앞에서 끔찍한 악몽이 펼쳐졌다. 시위대 진압군이 시민들에게 무자비한 총격을 가하기 시작했고 사람들은 손쓸틈도 없이 무참하게 총살당했다. 뿐만 아니라 민우는 눈앞에서 진우가 총에 맞는걸 목격했다. 그를 업고 급히 병원으로 달려왔지만 진우는 숨이 끊어졌다. 이후 민우는 비롯하여 가족을 잃은 수많은 시민들이 퇴역장군 흥수를 중심으로 시민군을 결성하여 진압군과 장장 열흘간의 사투를 벌인다.

## 캐스팅

### 주요 인물
- 김상경 - 강민우 역
- 안성기 - 박흥수 역
- 이요원 - 박신애 역
- 이준기 - 강진우 역

### 그 외
- 박철민 - 인봉 역
- 박원상 - 용대 역
- 송재호 - 김 신부 역
- 나문희 - 나주댁 역
- 권태원 - 최순기 준장 역
- 엄효섭 - 김 대위 역
- 박용수 - 정 소장 역
- 이얼 - 배 중령 역
- 손병호 - 정 선생 역
- 유형관 - 병조 부 역
- 백봉기 - 원기 역
- 임현성 - 상필 역
- 황택하 - 동규 역
- 정인기 - 진철 역
- 김철기 - 유 상병 역
- 명규 - 고 일병 역
- 황영희 - 인봉 처 역
- 전국향 - 병조 모 역
- 최재환 - 병조 역
- 정정아 - 미스 리 역
- 문용철 - 버스 안 농부 역
- 이재호 - 창수 역
- 구본임 - 뚱보 수녀 역
- 한은선 - 간호사 2 역
- 백광두 - 스포츠 머리 사내 1 역
- 곽민호 - 스포츠 머리 사내 2 역
- 한대관 - 중대장 역
- 김하림 - 수습위원 역
- 강철성 - 우는아이 아버지 역
- 김완태 - 영관급 장교 역
- 최은석 - 시민군 25인 역
- 손인용 - 시민군 25인 역
- 오창석 - 시민군 25인 역
- 신창수 - 극장앞 중사 역
- 최익준

## 줄거리
강민우(김상경)는 동생 강진우(이준기)와 함께 평화로운 광주에 살고 있는 평범한 택시기사이다. 민우는 진우와 함께 성당에 다니던 박신애(이요원)를 사랑하게 되고, 결국 둘은 진우와 함께 영화를 보러 가게 된다. 영화를 보던 도중 그들은 최루탄 냄새가 스며드는 것을 느끼고, 잠시후 한 대학생 시위자가 공수부대원에게 구타를 당하며 영화관 안으로 들어오는 것을 보게 된다. 놀란 셋은 관중들과 함께 밖으로 나가다가 공수부대원들이 대학생들을 구타하며 거리를 피로 물들이는 국가폭력을 보게 된다. 진우와 헤어진 민우는 신애와 도망가다 죽을 뻔한 위기를 넘긴다. 한편, 다음날 학교로 돌아간 진우는 급우가 대학생으로 몰려 죽었다는 사실을 알고 오열하고, 학생들을 이끌고 시위대에 참가하려 하지만 그들이 죽을 것을 염려한 선생님들에게 제지된다.
같은 시각, 민우는 택시를 운전하다 죽어가는 대학생들을 보고 처음엔 그냥 지나치려 했지만 결국 그들을 병원으로 데려다주기로 한다. 하지만 이를 본 공수부대원은 민우를 택시에서 끌어내 구타하였고 민우는 결국 끌려가게 된다. 끌려가던 도중 민우는 가까스로 탈출하여 신애가 일하는 병원에서 치료를 받는다. 오후가 되어 민우는 계엄군이 철수할 것이라는 전남 도지사의 발표를 듣고 기뻐 뛰쳐나온 시민들의 대열에 합류한다. 그러나 애국가가 울려퍼지는 것을 신호로 계엄군은 시민들에게 무차별 발포를 하였고, 민우는 진우가 계엄군의 총에 맞아 죽어가는 것을 지켜본다. 자신의 유일한 가족이던 진우를 잃고 망연자실한 민우는 최순기 준장의 욕심에 의해 퇴역한 박흥수(안성기) 예비군 대대장이 이끄는 시민군에 참가하여 계엄군에 맞서기로 한다.

## 평가
- 전문가 평가
  - 필름2.0에서는 83.3%(6분의 5)가 Good을, 16.7%(6분의 1)가 Bad을 주었다.
  - 무비스트(Movist)에서는 흥행성에 10점 만점 중 8점, 작품성에도 10점 만점 중 8점을 었다.
  - 씨네21에서는 10점 만점에 6점을 주었다.
  - 씨네21 스페셜에서는 '5·18에 대한 죄의식을 일깨워주지만 흥행을 목표로 한 거대자본이 낳은 영화'라고 평하였다.[2]

- 네티즌 평가(2007년 7월 30일)
  - 씨네21에서는 8.1점을 주었다.
  - 네이버(Naver)에서는 8.6점을 주었다.

## 같이 보기
- 서울의 봄
- 5·17 쿠데타
- 5·18 광주 민주화 운동
- 택시운전사 (영화)
- 박하사탕 (영화)
- 꽃잎 (영화)
- 모래시계 (드라마)
- 제5공화국 (드라마)
- 제5공화국
- 제4공화국 (드라마)
- 제4공화국
- 전두환
- 윤상원
- 하나회